# Alchemilla buseri
Alchemilla buseri é uma espécie de rosácea do gênero Alchemilla, pertencente à família Rosaceae.